# Konstantynów (powiat sochaczewski)
Konstantynów – wieś w Polsce położona w województwie mazowieckim, w powiecie sochaczewskim, w gminie Rybno. Ma status sołectwa.
| SIMC    | Nazwa             | Rodzaj    |
| ------- | ----------------- | --------- |
| 0736741 | Jeżówka Rybnowska | część wsi |
| 0736758 | Natolina          | część wsi |
| 0736764 | Władysławów       | część wsi |

W latach 1975–1998 miejscowość należała administracyjnie do województwa skierniewickiego.
Sołectwo 31 grudnia 2013 roku liczyło 122 mieszkańców.